# 巫明霞
巫明霞（1941年12月21日—2017年1月7日），藝名小明明，台中州新高郡集集街（今南投縣水里鄉）人，歌仔戲小生女演員，曾自組歌劇團，長期從事電視歌仔戲的演出，與楊麗花、葉青、柳青合稱「四大小生」。2017年1月7日在自宅跌倒後過世。

## 生平
巫明霞出生於歌仔戲家庭，父親巫添丁為「中明歌劇團」團長，兒子是藝人施易男。巫明霞五歲即開始登台演出歌仔戲，當時在父親的中明歌劇團跑龍套，藝名「小米蝦」，後來在《某養尪大》正式擔綱小生，改藝名為「小明明」:5。父親過世後，小明明參加過「南星歌劇團」、學甲「光華興劇團」與「寶峰歌劇團」等戲班。

### 電視歌仔戲
除了歌仔戲舞台，小明明長期參與電視歌仔戲演出，並有多部台語電影演出。
在台語片興起時，小明明加入「賽金寶歌劇團」，1962年在李泉溪導演的歌仔戲電影《姜子牙下山》中演出妲己一角，開啟他的電影生涯。之後也與其他導演合作，拍攝過各種類型的國台語電影如《盲女》系列，其間並隨劇團去菲律賓公演，當時以「七仙女」為宣傳號召(包含江璧珍、張弘珠、王春美、柯翠霞、小鳳仙、小明明、楊麗花等人)，在菲律賓演出成功獲得佳評與熱烈回響:7。返國後在「友聯歌劇團」演出《洛神》，又開啟電視歌仔戲演藝生涯，並自組「明明歌劇團」與「明霞歌劇團」二個歌仔戲團，和柳青、楊麗花、葉青合稱歌仔戲四大天王。
「明明歌劇團」1966年設立，由葉大鵬掛名製作人，小明明負責安排戲碼與演出，成員有郭美珠、吳明雪、謝秀梅、碧飛燕、徐正芬、小豔秋等人，陸續推出《審石墩》、《楊令婆》、《相如與文君》等戲齣。1970年小明明將中視「正聲寶島歌劇團」、「明興歌劇團」合併為「中視明興閩南語歌劇團」，在中視製播演出《紫玉釵》等戲齣。同年再度改名「明霞歌劇團」簽下康明惠、李如麟、杜玉琴等藝人，錄製《龍虎風雲》、《五虎平西》、《龍鳳再生緣》、《郭子儀》等劇。1972年帶領劇團在桃園與台北等戲院巡演。1980年華視邀請小明明重組「華視歌劇團」，除原有班底外又有唐美雲、李好味、黃香蓮、連明月、王桂冠三姐妹等加入，推出《粉粧樓》、《三門街》、《羅通掃北》、《義魄忠魂美人恩》等戲齣。

### 歌仔戲推廣
後來開辦歌仔戲補習班授課，2014年榮獲「台北市傳統藝術藝師獎」。2017年1月7日在自宅跌倒後過世。

## 重要作品

### 《洛神》
《洛神》是小明明進入電視圈的成名代表作，飾演劇中男主角曹植，並且在1965年以《洛神》這齣劇，代表「友聯廣播歌劇團」參加臺視競賽演出拔得頭籌，獲得在電視台播出的演出權。爾後《洛神》在1967年（臺視）、1969年（中視）、2000年（公視）又有第二、三、四次的演出播出，小明明四度演出曹植。:33-39

### 《三門街》
1970年「正聲寶島歌劇團」及「華視歌劇團」皆推出《三門街》，由小明明飾演男主角李廣。「華視歌劇團」的《三門街》由施富雄導演，趙東屏編劇，網羅小艷秋、蔣美雲（唐美雲）、黃香蓮及國台語劇演員助陣演出，並邀請華視大樂隊指揮詹森雄編曲配樂，其子施易男認為這樣大場面大卡司的歌仔戲電視劇製作使小明明的事業又推向一個高峰。:46

## 外部連結
- 國家電影中心 小明明 　Hsiao Ming-Ming （页面存档备份，存于）
- 巫明霞在互联网电影资料库（IMDb）上的資料（英文）